# Baltazar Batory (zm. 1594)
Baltazar Batory (węg. Boldizsár Báthory) (ur. ok. 1560, zm. 11 września 1594) – syn Andrzeja Batorego (zm. 1563), brat kardynała Andrzeja Batorego, bratanek króla Stefana Batorego.
Jego kandydatura w czasie elekcji 1587 roku pomimo przychylnego stanowiska Turcji nie miała szans powodzenia. W 1594, wobec spodziewanej abdykacji księcia Siedmiogrodu Zygmunta Batorego (kuzyna Baltazara) został przez przeciwników Zygmunta obwołany następcą swego kuzyna i miał zostać władcą siedmiogrodzkim. Abdykacja Zygmunta jednak nie nastąpiła, bunt został stłumiony, jego przywódcy ścięci, a Baltazar wraz z innymi został zamordowany w więzieniu pod koniec 1594 roku. Miał nieznaną z imienia córkę, która zmarła za życia ojca.